# Торта (Белуно)
Торта је насеље у Италији у округу Белуно, региону Венето.
Према процени из 2011. у насељу је живело 25 становника. Насеље се налази на надморској висини од 334 м.